# Waterloo. Das Ende
Waterloo. Das Ende (Originaltitel: Waterloo, l’ultime bataille; zu Deutsch: Waterloo, die letzte Schlacht) ist ein belgischer Dokumentar-Historienfilm aus dem Jahr 2014, der sich mit der für den Film namensgebenden Schlacht bei Waterloo vom 18. Juni 1815 befasst.

## Handlung
In Waterloo. Das Ende wird die Schlacht bei Waterloo, die am 18. Juni 1815 zwischen französischen Truppen unter Napoleon Bonaparte auf der einen und einer von Arthur Wellesley, 1. Duke of Wellington, geführten alliierten Streitmacht auf der anderen Seite ausgetragen wurde, dargestellt und analysiert. So wird beispielsweise der Verlauf der Schlacht, aufgeteilt in einzelne Phasen, veranschaulicht und von Experten und Historikern in unregelmäßigen Abständen kommentiert sowie gedeutet. Im Mittelpunkt stehen dabei Napoleon und Wellesley, die Protagonisten des Films. Ferner befasst sich der Film mit fünf fiktiven Charakteren – Soldaten, die jeweils verschiedenen Fraktionen angehören –, deren individuelle Eindrücke während der Schlacht gezeigt werden.

## Rezeption
Die Frankfurter Rundschau lobt, dass Regisseur Lanneau „gut recherchierte Blicke“ unternehme und „erhellende Antworten und interessante Fragen“ zu der die Schlacht betreffenden Debatte beitrage, ohne die „menschliche Dimension des langjährigen kriegerischen Geschehens“ zu vergessen. Die belgische Zeitung La Capitale nennt den Film kurz „spektakulär und lehrreich“.